# Alphonse Goetz
Alphonse Goetz (també conegut amb el pseudònim A. Geoffroy-Dausay) (1865, Estrasburg – 12 de juliol de 1934, Chaumont-en-Vexin), fou un jugador d'escacs francès. Nascut a l'Estrasburg francesa, Goetz va esdevenir un refugiat després de la Guerra francoprussiana i l'annexió de l'Alsàcia i la Lorena a l'Imperi Alemany.

## Resultats destacats en competició
El 1890, fou primer, per davant de Jean Taubenhaus, Stanislaus Sittenfeld, etc., a Paris. El 1892 va guanyar, per davant de Dawid Janowski, a París. El 1896, fou 2n, rere Janowski, a París. Goetz guanyà el 1914 el 2n Campionat Amateur, un campionat nacional francès no oficial (però considerat per algunes fonts el 1r Campionat d'escacs de França), a Lió.

## Periodista i escriptor d'escacs
Goetz va publicar articles: Les échecs et la presse (1917), i The Parallel Progress of Chess and Civilization, a L'Eco degli Scacchi (1918), i llibres d'escacs: Cours d'échecs (1921), Cinema du Jeu des échecs (1922).